# Шевченко (Арбузинський район)
Шевче́нко — колишнє село в Україні, в Арбузинському районі Миколаївської області, підпорядковувалося Новогригорівській сільській раді. Зняте з обліку 11 липня 2014 року.

## Населення

### Мова
Розподіл населення за рідною мовою за даними перепису 2001 року:
| Мова       | Кількість | Відсоток |
| ---------- | --------- | -------- |
| українська | 8         | 88.89%   |
| російська  | 1         | 11.11%   |
| Усього     | 9         | 100%     |